# Клуни, Розмари
Розмари Клуни (Rosemary Clooney, 23 мая 1928 — 29 июня 2002) — американская эстрадная певица и актриса 1940-х-1950-х. Тётя актёра Джорджа Клуни.

## Биография
Родилась в Мейсвилле (штат Кентукки), в семье католиков, выходцев из Ирландии — Эндрю Джозефа Клуни и Фрэнсис Мэри Гилфойл.
Когда Розмари было 13, её мать и брат Ник переехали в Калифорнию, оставив её и младшую сестру на попечительство отца, который пытался содержать девочек, работая на оборонной фабрике. Однажды ночью он ушёл праздновать окончание Второй мировой войны, забрал все деньги и больше не вернулся. Как пишет Клуни в своей автобиографии, она с сестрой были предоставлены сами себе.

### Карьера
В начале своей карьеры Клуни выступала в дуэте с сестрой Бетти. В первой половине 1950-х она являлась одной из самых популярных эстрадных певиц Америки. Её манера исполнения отличалась весьма своеобразной фразировкой, а выступления сопровождались интересными актёрскими находками. Её песни «Come On-a My House» (1951), «Half As Much» (1952), «Hey There» (1953) и «This Ole House» (1954) достигли первой строчки в национальных чартах продаж.
Во второй половине 1950-х Клуни вела довольно популярное телевизионное шоу и много гастролировала с Бингом Кросби, который был почитателем её таланта.
Настоящим триумфом стало исполнение песни «Mambo Italiano» в 1954 г.
С наступлением эпохи рок-н-ролла популярность певицы пошла на спад. Вскоре после этого прямо во время концерта у неё произошёл нервный срыв, причиной которого было биполярное аффективное расстройство, усугублённое приёмом наркотиков.
В 1958 году Розмари снимается в собственном телешоу. Она пребывает на пике славы. Но уже через некоторое время, подавленная большим количеством работы в студии, съемками, выступлениями и тяжестью материнства, Клуни пристрастилась к употреблению большого количества успокоительного и снотворного. Несмотря на то, что жизнь Розмари для общественности казалась спокойной и размеренной, её физическое состояние оставляло желать лучшего из-за воздействия таблеток
В 1958 году Клуни уходит из Columbia Records. Она делает записи для студии Metro-Goldwyn-Mayer, а затем и для Coral. К концу 1958 года она подписала контракт с компанией RCA Victor, с которой сотрудничала до 1963 года.
Глубокой психической травмой обернулось для неё убийство Роберта Кеннеди (1968), которое произошло в её присутствии.

### Личная жизнь

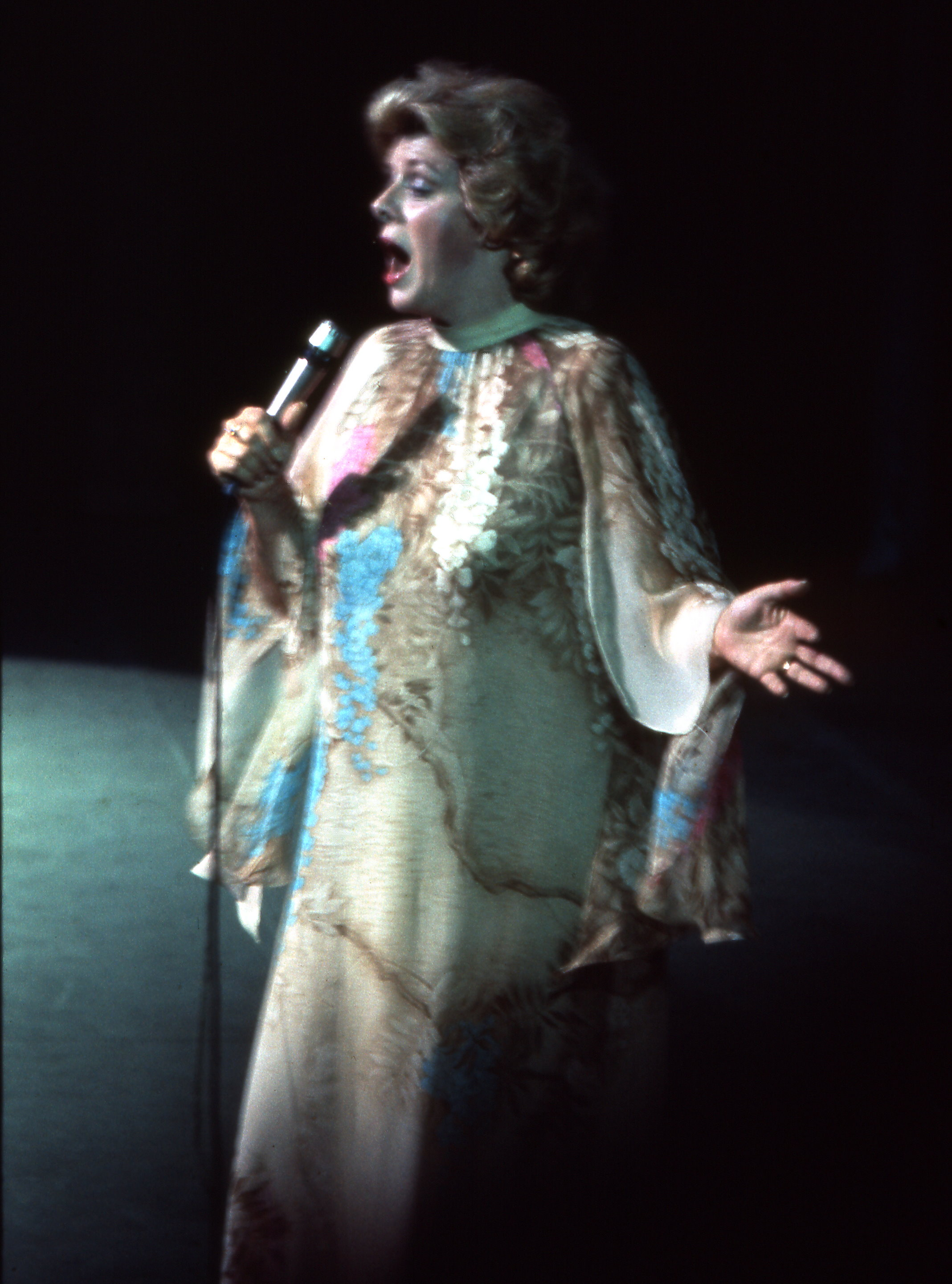
Розмари Клуни на выступлении

Летом 1953 года она обручилась с пуэрто-риканским актёром Хосе Феррером, который на 16 лет был старше её. Феррер был лауреатом премии «Оскар» за лучшую мужскую роль. Пара состояла в браке с 1953 по 1961 и с 1964 по 1967 год. От этого брака у неё было пятеро детей. Сыновья Мигель и Рафаэл Ферреры пошли по стопам отца и стали актёрами.
В 1973 году Клуни завела роман с танцором Данте ДиПаоло, своим партнёром по фильмам «А вот и девушки» (1953) и «Красные подвязки» (1954). Пара поженилась в ноябре 1997 года, брак продлился до кончины Клуни в 2002 году.
Клуни курила в течение многих лет. В конце 2001 года ей был поставлен диагноз «рак легких». Она скончалась в 2002 году в возрасте 74 лет в своём доме в Беверли-Хиллз от осложнений, вызванных этим видом рака.

## Дискография
- «Come On-a My House» (1951)
- «Half As Much» (1952),
- «Hey There» (1953)
- «This Ole House» (1954)
- «Mambo Italiano» (1954)

Её песни достигли первой строчки в национальных чартах продаж (см. Billboard Hot 100).

## Фильмография
- «Скорая помощь» (сериал, с 1994 г.)ER … 'Madame X'
- «Убийства на радио» (1994) Radioland Murders … Anna
- «Фрейзер» (сериал, с 1993 г.) Frasier … Gladys, озвучка
- «Sister Margaret and the Saturday Night Ladies» (ТВ, 1987) … Sarah
- «Hardcastle and McCormick» (сериал, 1983—1986) … Millie Denton
- «Rosie: The Rosemary Clooney Story» (ТВ, 1982) … озвучка
- «Сумеречный театр» (ТВ, 1982) Twilight Theater
- «Шоу Дика Пауэлла» (сериал, 1961—1963) The Dick Powell Show … Melissa
- «No Place Like Home» (ТВ, 1960)
- «Глубоко в моем сердце» (1954) Deep in My Heart … Specialty in 'The Midnight Girl'
- «Светлое Рождество» (1954) White Christmas … Betty Haynes
- «General Foods 25th Anniversary Show»: A Salute to Rodgers and Hammerstein (ТВ, 1954) … Jeannie, (segment 'Me and Juliet')
- «Красные подвязки» (1954) Red Garters … Calaveras Kate
- «Here Come the Girls» (1953) … Daisy Crockett
- «The Stars Are Singing» (1953) … Terry Brennan
- «Шоу Рэда Скелтона» (сериал, 1951—1971) The Red Skelton Show … Stewardess
- "Tony Pastor and His Orchestra (1947) … играет саму себя — Band Vocalist; короткометражка[2]

## Награды и премии
Незадолго до смерти была удостоена премии «Грэмми» за музыкальные достижения прошлых лет.